# Eudule semele
Eudule semele là một loài bướm đêm trong họ Geometridae.